# Jill de Jong
Jill de Jong (Hoogeveen, 17 februari 1982) is een Nederlands fotomodel.
De Jong begon haar modellencarrière op vijftienjarige leeftijd nadat ze een modewedstrijd in Nederland had gewonnen. Haar werk als model telt een publicitaire campagne voor de Europese tak van L'Oréal voor haarverzorging. Later werkte ze als model voor de merken Ralph Lauren, Escada, Redken, Izod, St. Yves, Fa douchegel, Calvin Klein, Dolce & Gabbana en L'Oréal.
De Jong werd op 21 maart 2002 geselecteerd door de uitgever van computerspelen Eidos Interactive als het model voor Lara Croft in de computerspelserie Tomb Raider, waarbij ze Lucy Clarkson opvolgde. Haar werk als model voor het personage liep tot 2004. In 2008 werd een documentaire gemaakt over dit spel, waarin De Jong optrad, 10 Years of Tomb Raider: A GameTap Retrospective.
Zij had een rol in de film Nature Calls in 2012. Ze woont in Los Angeles en werkt als voedingscoach.